# Loket
Loket (deutsch Elbogen) ist eine Stadt im Okres Sokolov, Karlovarský kraj, in Tschechien. Die gesamte historische Altstadt steht unter Denkmalschutz. Wegen seines Stadtbildes wurde Loket auch oft als Böhmisches Rothenburg gerühmt. Die Stadt ist ein traditionelles Ausflugsziel der Kurgäste von Karlsbad.

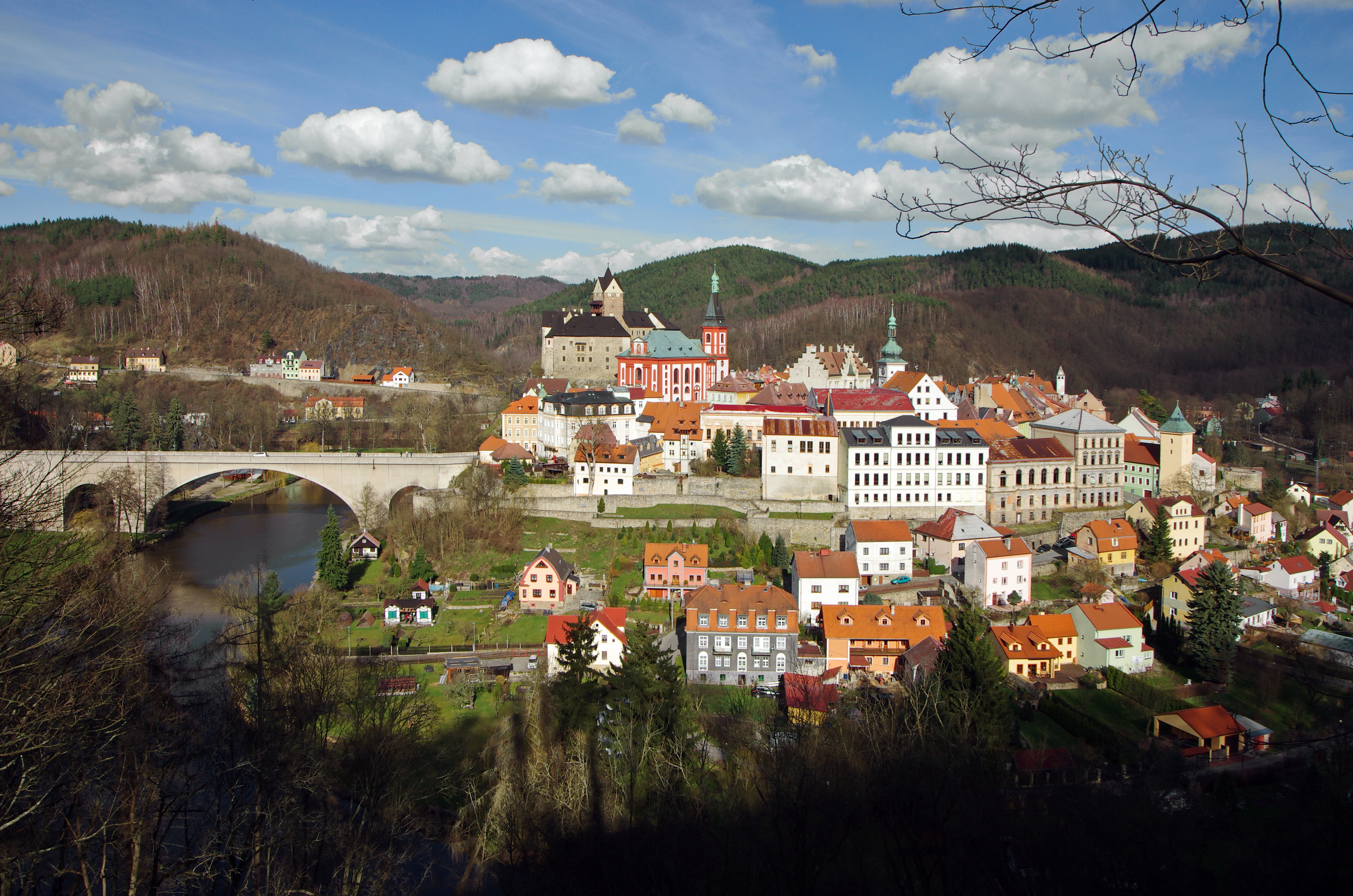
Stadtgebiet und Umgebung

## Geographie

### Geographische Lage
Die Stadt liegt auf einer Höhe von 470 m ü. M. auf einem Granitrücken, der auf drei Seiten von der Eger umflossen wird (Flussknie).

### Stadtgliederung
Die Stadt besteht aus den Ortsteilen Dvory (Höfen), Loket (Elbogen), Nadlesí (Nallesgrün) und Údolí (Zech). Grundsiedlungseinheiten sind Dvory, Loket, Nadlesí, Nádražní Předměstí, Slavkovské Předměstí, Sokolovské Předměstí und Údolí II.
Das Gemeindegebiet gliedert sich in die Katastralbezirke Dvory u Lokte, Loket, Nadlesí und Údolí u Lokte.

## Geschichte

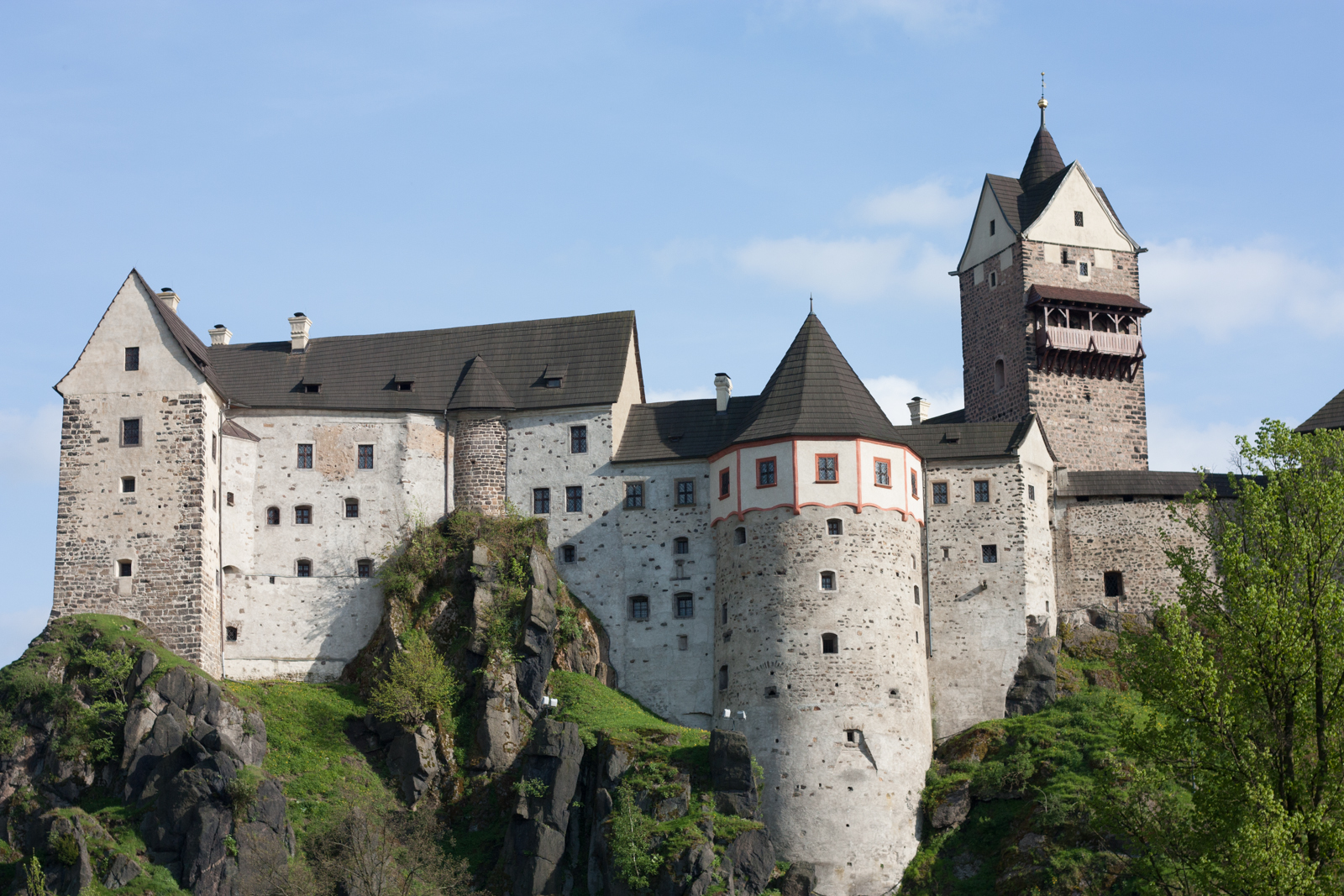
Burg Elbogen

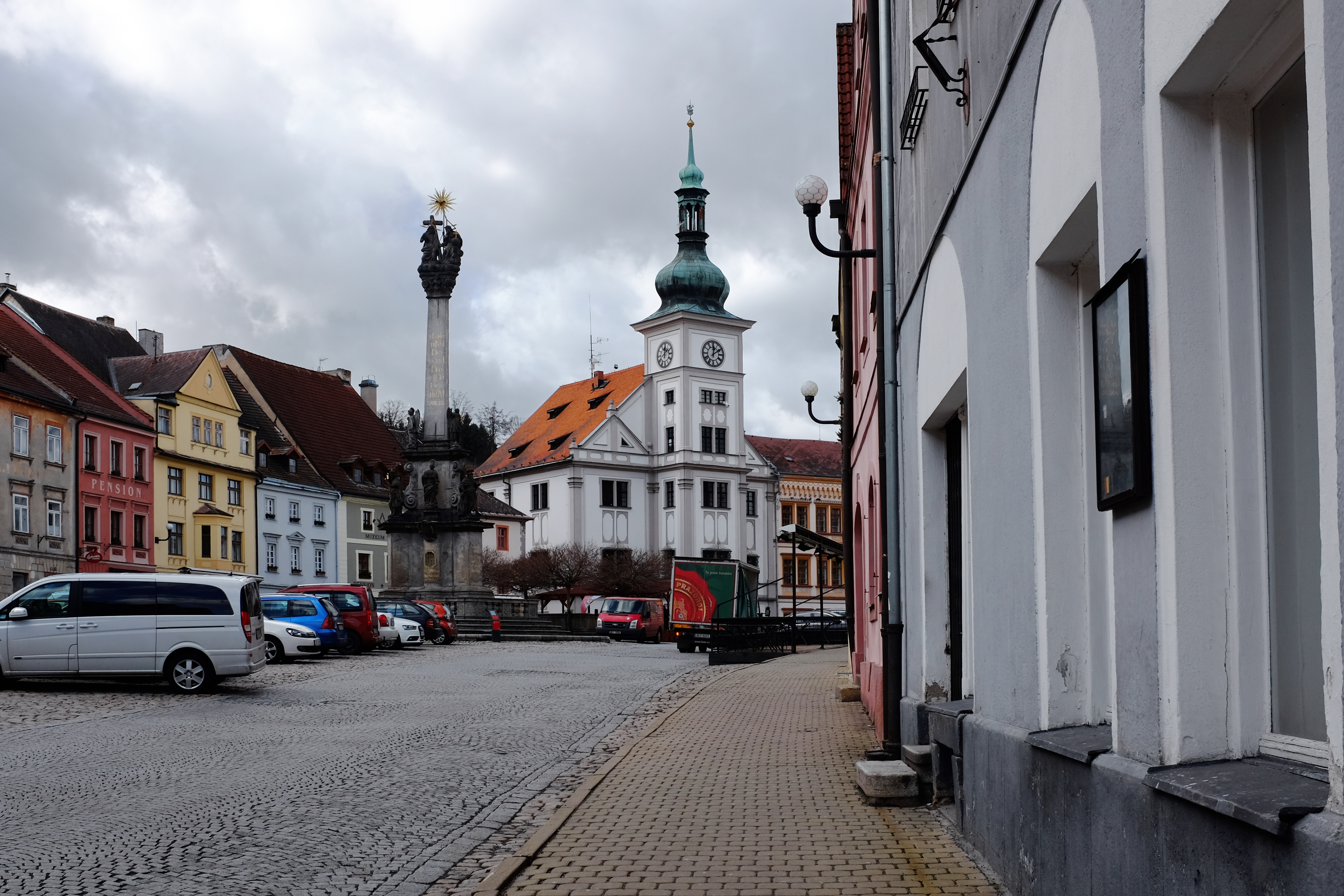
Marktplatz mit Rathaus und Mariensäule

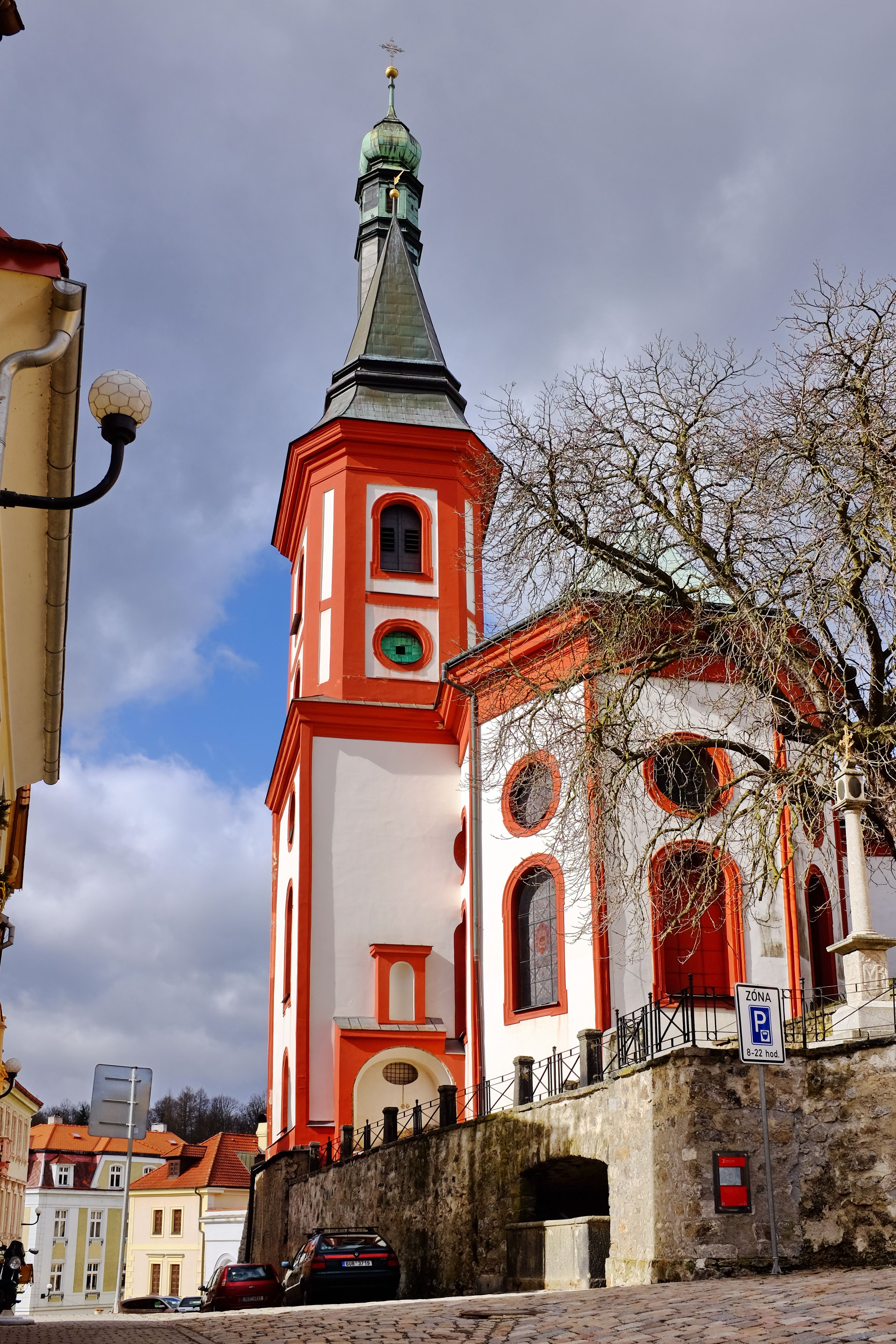
Kirche St. Wenzel

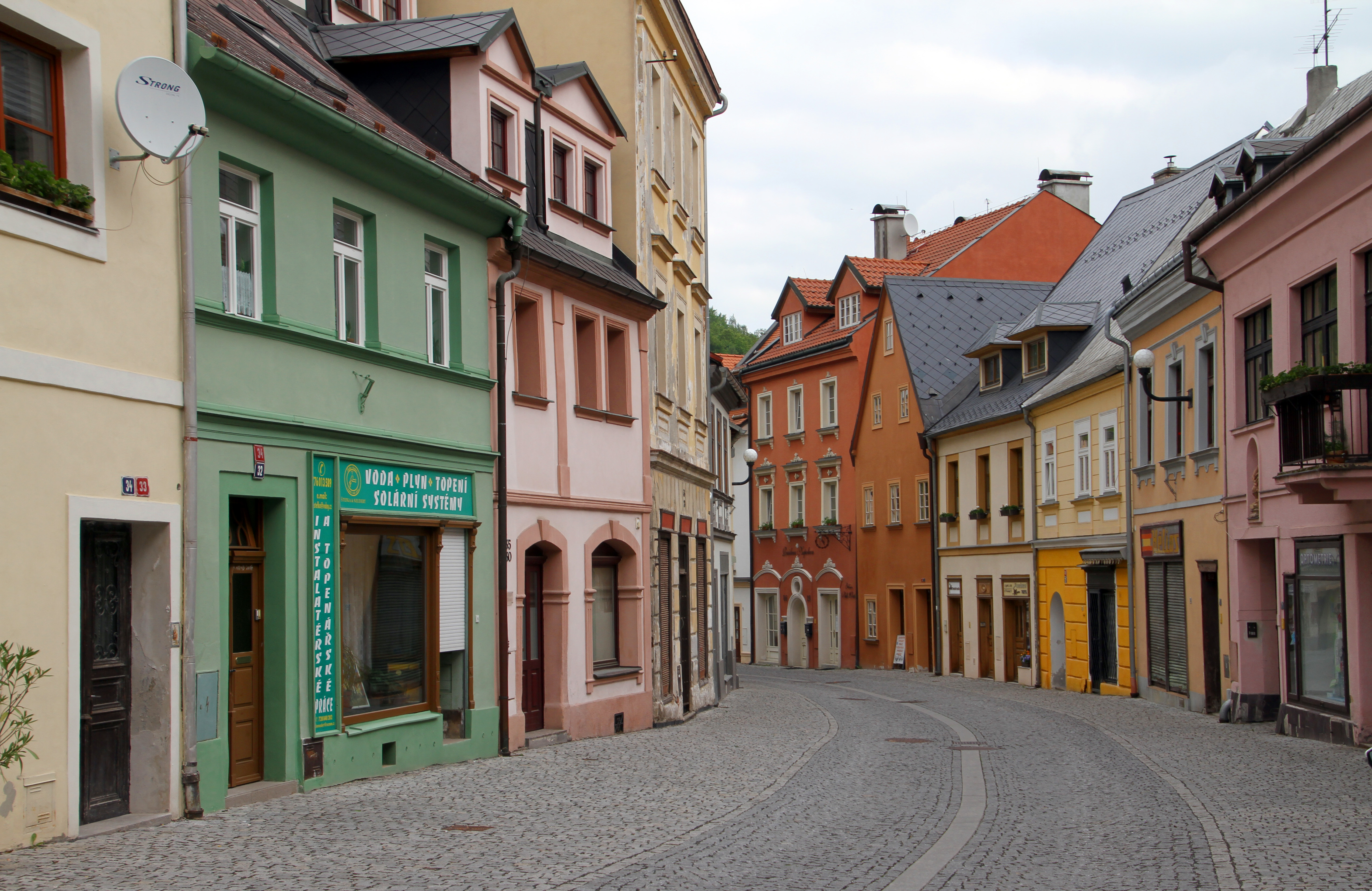
Kleinteilige historische Bebauung am Marktplatz

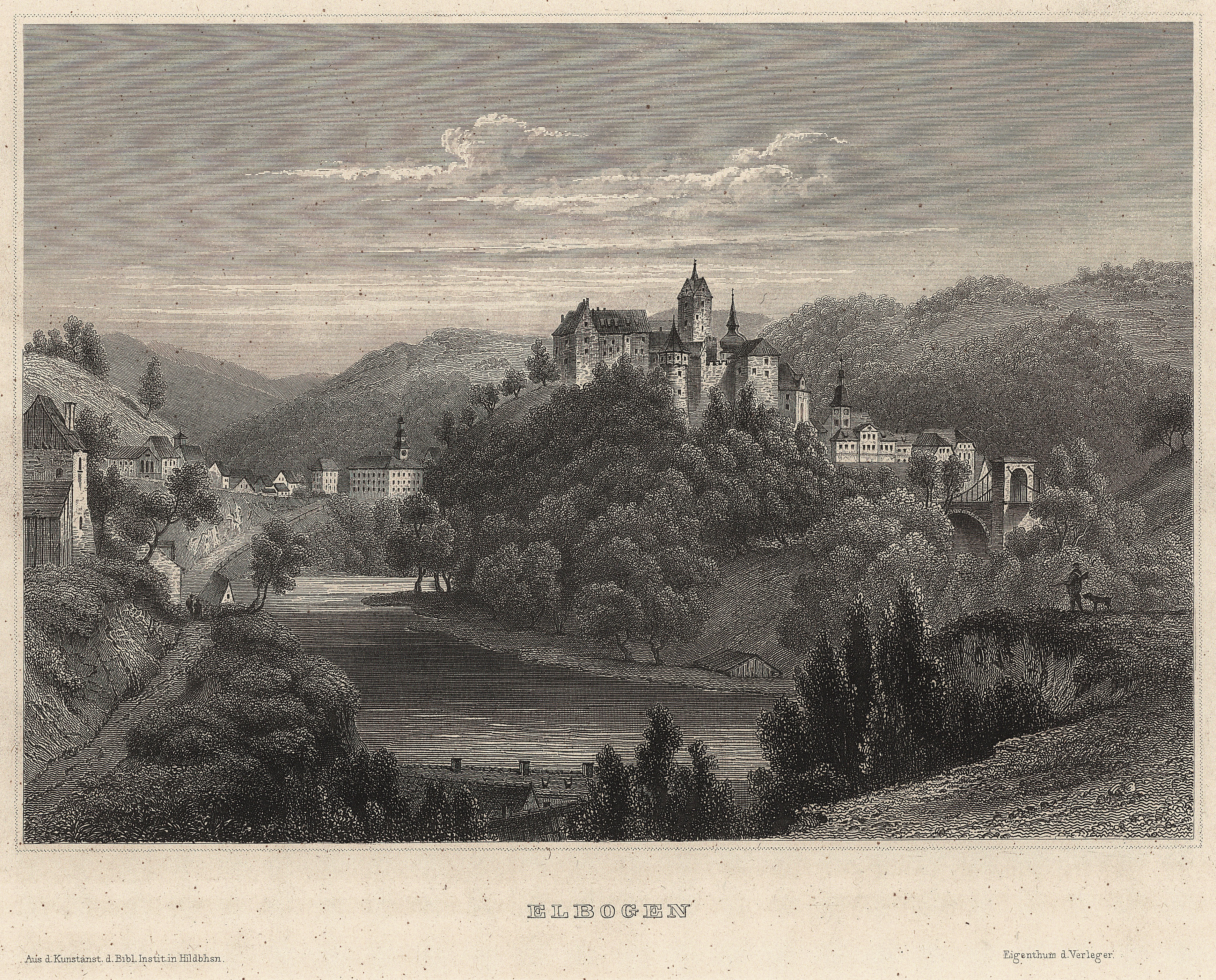
Elbogen im 19. Jh.

Die Burg Elbogen an markanter Stelle ist sehr alt. Wahrscheinlich schon Ende des 12. Jahrhunderts erbaut, wurde sie 1234 als königlich böhmische Grenzburg erwähnt. Wahrscheinlich seit 1227 war sie Verwaltungszentrum des Zettlitzer Ländchens. 1227 wurde der Ort Elbogen als „civitas“ erwähnt. Im Mittelalter bestand eine Meistersingschule nach Nürnberger Vorbild. 1247 verlieh König Wenzel I. dem Ritterorden der Kreuzherren mit dem Roten Stern das Patronat über die Kirche von Elbogen. König Wenzel IV. bestätigte Elbogen die Stadtrechte.
1405 fiel Elbogen an Albrecht von Kolowrat, fünf Jahre später an Jan Malerik. Kaiser Sigismund, der letzte Luxemburger, bestätigte zunächst als Burggrafen Friedrich von Hohenzollern, Burggraf von Nürnberg, den Erzkämmerer des Heiligen Römischen Reiches und später ersten Kurfürst von Brandenburg, ehe die Burg an Buda von Ilburg verpfändet wurde, der sie erfolgreich gegen die Angriffe der Hussiten verteidigte.
Nach Konflikten der Bürgerschaft mit Buda von Ilburg verpfändete Kaiser Sigismund Elbogen 1437 für ein Darlehen von 11.900 rheinischen Gulden seinem Kanzler Kaspar Schlick. Die Schlick vermochten die Pfandherrschaft nur mit Hilfe sächsischer Truppen gegen die aufgebrachten Bürger von Elbogen zu verteidigen. Nach dem Tode seines älteren Bruders übernahm Mathäus Schlick 1449 die Würde eines Burggrafen von Elbogen. 1521 wurde die Reformation eingeführt und durch die Grafen Schlick gefördert.
Während des Schmalkaldischen Kriegs überfiel der sächsische Oberst Thumshirn im Jahr 1547 Böhmen und eroberte dabei vorübergehend die Stadt Elbogen. Im gleichen Jahr wurde die Stadt den Schlick abgenommen für ihre Beteiligung am Kampf gegen die Habsburger und fiel an die böhmische Hofkammer. Elbogen war seit dem 15. Jahrhundert bis 1848 Sitz des westlichsten böhmischen Kreises (Elbogener Kreis), der von 1714 bis 1751 zeitweilig dem (Saazer Kreis) zugeschlagen wurde. Die seit 1823 hergestellten Pumpernickel wurden an das Kaiserhaus in Wien geliefert. 1836 wurde in Elbogen eine Kettenbrücke, eine der ersten in Böhmen, errichtet. Sie überspannte die Eger in 22 m Höhe. In den 1930er Jahren wurde sie durch eine Betonbogenbrücke ersetzt.
Nach den Revolutionsjahren 1848/49 wurden die Patrimonialherrschaften im Kaisertum Österreich aufgehoben. Aus der ehemaligen Stadtherrschaft Elbogen mit 27 Dörfern entstand so der Gerichtsbezirk Elbogen. Nach dem Ersten Weltkrieg wurde Elbogen 1919 der neu geschaffenen Tschechoslowakei zugeschlagen. Von den 3998 Einwohnern im Jahr 1930 waren 238 Tschechen. Aufgrund des Münchner Abkommens kam der Ort 1938 zum Deutschen Reich und gehörte bis 1945 zum Landkreis Elbogen, Regierungsbezirk Eger, im Reichsgau Sudetenland.
Nach dem Zweiten Weltkrieg wurde die deutschsprachige Bevölkerung zu einem Großteil vertrieben. Ihr Vermögen wurde durch das Beneš-Dekret 108 konfisziert, das Vermögen der evangelischen Kirche durch das Beneš-Dekret 131 liquidiert; die katholischen Kirchen in der Tschechoslowakei wurden enteignet.

### Name
Der Ortsname geht auf den Verlauf des Flusses Eger im Ort zurück: Solche engen Flussschleifen (Flussknie) wurden auch andernorts als Ellenbogen bezeichnet (vgl. Katzenelnbogen). Die deutsche Schreibweise der Stadt entspricht der früheren Schreibweise des Gelenks. Der tschechische Name Loket ist eine wörtliche Übersetzung des Gelenks.

### Bevölkerungsentwicklung
Bis 1945 war Elbogen überwiegend von Deutschböhmen besiedelt, die vertrieben wurden.
| Jahr | Einwohner | Anmerkungen         |
| ---- | --------- | ------------------- |
| 1785 | 0 k. A.   | 241 Häuser          |
| 1830 | 1959      | in 265 Häusern      |
| 1846 | 2409      | [ 9 ]               |
| 1857 | 2857      | am 31. Oktober      |
| 1869 | 3257      |                     |
| 1880 | 3298      |                     |
| 1890 | 3744      |                     |
| 1900 | 4438      | deutsche Einwohner  |
| 1910 | 4059      |                     |
| 1921 | 3837      | davon 3660 Deutsche |
| 1930 | 3998      | davon 238 Tschechen |
| 1939 | 3600      | [ 13 ]              |

| Jahr      | 1950 | 1961 1 | 1970 1 | 1980 1 | 1991 1 | 2001 1 | 2011 1 | 2019 1 |
| Einwohner | 2255 | 2595   | 2037   | 1833   | 2989   | 3202   | 2978   | 3055   |

## Städtepartnerschaften
- Illertissen (damals Bundesrepublik Deutschland) übernahm 1953 die Patenschaft für die Vertriebenen aus Elbogen. Inzwischen ist daraus auch eine Partnerschaft zwischen Illertissen und der heutigen tschechischen Stadt geworden. Des Weiteren verbindet seit dem Jahr 2015 die Städte Lauf an der Pegnitz und Loket ein Memorandum zum Austausch und zur kulturellen Zusammenarbeit.

## Kultur und Sehenswürdigkeiten
Das historische Stadtzentrum wurde 1980 zum städtischen Denkmalreservat erklärt.

### Museen
- Museum für Buchbinderei (im Rathaus)
- Porzellanmuseum (in der Burg)
- Vorgeschichtliche Sammlung im Stadtmuseum, begründet von Dr. Anton Gnirs

### Bauwerke
- Mittelalterliche Altstadt
- Burg Loket
- Stadtbefestigung
- Kirche St. Wenzel
- Mariensäule

## Verkehr
Elbogen erhielt schon 1877 durch die Elbogener Localbahn einen Bahnanschluss nach Nové Sedlo u Lokte (Neusattl). 1901 wurde die Strecke noch bis Krásný Jez (Schönwehr) zum Anschluss an die Strecke Marienbad-Karlsbad verlängert. Seit 1996 wird nur noch die Verbindung nach Nové Sedlo betrieben, wo Anschluss an die Züge der Hauptbahn Chomutov–Cheb besteht.

## Trivia
- Die Innenstadt diente als Kulisse der Heimatstadt Paul Bäumers in der Verfilmung von Im Westen nichts Neues (1979).
- Im Jahre 2006 wurden auf dem Marktplatz von Loket Szenen für den James-Bond-Film Casino Royale gedreht.[15]
- Die Innenstadt, die Brücke und der Parkplatz beim Schloss dienten 2017 als Kulisse für den Film T-34.[16]
- Auch Teile der ersten Staffel der Fernsehserie Genius über Albert Einstein wurden hier gedreht, ebenso wie zahlreiche Werbespots.[17]

## Persönlichkeiten

### Ehrenbürger
- Johann Heinrich Stradal (1821–1910), Bürgermeister von Leitmeritz

### Söhne und Töchter der Stadt
- Abraham Starck (1659–1709), Orgelbauer des Barock
- Franz Faßmann (1697–1760), Orgelbauer
- Hans Höfer von Heimhalt (1843–1924), Montangeologe
- Elise Hoyer, verheiratete Simani (1852–nach 1874), Publizistin, Begründerin der Österreichischen Frauenblätter
- Hermann Bachmann (1856–1920), deutsch-böhmischer Journalist und Schriftsteller
- Ferdinand Pfohl (1862–1949), Musikschriftsteller und Komponist
- Karl Stradal (1863–1931), Jurist und Manager
- Franz Karl Stark (1873–1952), Politiker
- Josef Paulus (1877–1955), Maler, Illustrator und Fotograf
- Wolfgang von Schwind (1879–1949), Sänger und Schauspieler
- Hans Matschak (1901–1979), Ingenieur
- Wolfgang M. Fischer (1932–2007), Mediziner
- Widmar Hader (1941–2023), Komponist

### Berühmte Gäste
- Johann Wolfgang von Goethe weilte, von Karlsbad kommend, mehrmals in Elbogen und bemerkte: „Es liegt über alle Beschreibung schön und lässt sich als ein Kunstwerk von allen Seiten betrachten.“ 1823 feierte er mit Ulrike von Levetzow im Schwarzenberg-Lusthaus (heute „Hotel Weißes Ross“; tschechisch: Bílý kůň) seinen 74. Geburtstag. Ein Bild dieser Begegnung befindet sich auf der Burg Elbogen sowie im Hotel-Restaurant.
- Carl Spitzweg schrieb 1849 ins Tagebuch: „Der Fluß läuft daselbst wie in Wasserburg, der die Stadt zur Halbinsel umschließt“.

### Weitere Persönlichkeiten
- Karl IV. (1316–1378), römisch-deutscher Kaiser, verbrachte zwei Jahre seiner Jugend in Elbogen.
- Georg Popel von Lobkowicz (1551–1607), Adliger und Politiker
- Silvestr Maria Braito (1898–1962), katholischer Priester und Publizist, verbrachte seine Jugend in Elbogen.